# Jennifer Tour Chayes
Jennifer Tour Chayes (Nova York, 20 de setembre de 1956) és una matemàtica, física i informàtica teòrica estatunidenca.
Chayes és directora executiva i científica distingida en el Microsoft Research de Nova Anglaterra a Cambridge, Massachusetts, fundat per ella el 2008, i el Microsoft Research de la ciutat de Nova York, que va fundar en 2012. Chayes és més coneguda pel seu treball en transicions de fase en matemàtica discreta i ciències de la computació, propietats estructurals i dinàmiques de xarxes d'enginyeria personal i teoria algorítmica de jocs. És considerada una de les expertes mundials en el modelatge i anàlisi de gràfics de creixement dinàmic. Chayes ha treballat en el Microsoft Research des de 1997, any en què va ser cofundadora del Grup de Teoria. Va obtenir el seu doctorat en Física matemàtica a la Universitat de Princeton. Ha estat professora associada de matemàtiques i física a la Universitat de Washington, i va ser durant molts anys professora de matemàtiques a la UCLA. És autora de gairebé 120 articles científics i inventora de més de 25 patents.

## Biografia
Chayes va néixer a Nova York i va créixer en White Plains, Nova York, filla d'immigrants iranians. Va obtenir el seu grau en Biologia i Física a la Universitat Weleyana el 1979 graduant-se la primera de la seva classe. Va aconseguir el doctorat en Física Matemàtica a la Universitat de Princeton. Va realitzar el seu treball postdoctoral en els departaments de matemàtiques i física a les universitats d'Harvard i Cornell. Es va mudar a la UCLA com a professora doctora de Matemàtiques el 1987.

### Carrera a Microsoft
Mentre estava d'any sabàtic a l'Institut d'Estudis Avançats el 1997, Nathan Myhrvold, CTO de Microsoft, company de classe de Chayes a Princeton, li va demanar que constituís i dirigís el Grup de Teoria en el Microsoft Research Redmond. El Grup de Teoria analitza preguntes fonamentals de la informàtica teòrica usant tècniques de física estadística i matemàtica discreta. Chayes va inaugurar el Microsoft Research New England al juliol de 2008 amb Borgs. El laboratori està situat al Centre de Recerca i Desenvolupament de Microsoft a Nova Anglaterra i té com a objectiu obrir noves àrees de recerca interdisciplinàries reunint els principals científics informàtics i socials per comprendre, modelar i habilitar la informàtica i les experiències en línia en el futur. El 3 de maig de 2012, el New York Times va informar que, "Microsoft està obrint un laboratori de recerca a la ciutat de Nova York ..." que Chayes co-dirigirà. El nou laboratori també reuneix a científics informàtics i científics socials, particularment de les àrees d'economia, ciències socials computacionals i conductuals, i aprenentatge automàtic. Chayes és directora administrativa dels Microsoft Research tant el de Nova Anglaterra com el de la ciutat de Nova York. Ha contribuït al desenvolupament de mètodes per analitzar l'estructura i el comportament de diverses xarxes, el disseny d'algorismes d'assignació i el disseny i anàlisi de diversos models de negocis per al món on-line.

## Reconeixements
Chayes pertany a nombrosos consells de direcció, comitès assessors i consells editorials, inclòs el Comitè de Selecció del Premi Turing, de la Association for Computing Machinery, la Junta Directiva de l'Institut de Recerca en Ciències Matemàtiques i l'Institut de Recerca Computacional i Experimental en Matemàtiques, els Consells Consultius del Centre de Matemàtica Discreta i Ciències de la Computació, el Campus de Recerca Janelia Farm Institut Mèdic Howard Hughes, i Dones Emprenedores en Ciència i Tecnologia. Chayes va ser presidenta de la Secció de Matemàtiques de l'Associació Nord-americana per a l'Avanç de la Ciència i vicepresidenta de la American Mathematical Society. Va rebre una beca posdoctoral de la National Science Foundation, una beca Sloan i el premi Distinguished Teaching Award de UCLA.
Chayes és membre de l'Associació Nord-americana per a l'Avanç de la Ciència, l'Institut Fields, la Association for Computing Machinery i la American Mathematical Society, així mateix té el rang de sòcia nacional d'Acadèmia Nacional de Ciències dels Estats Units. Ha rebut nombrosos premis de lideratge, inclòs un dels premis Dones Visionàries de l'Institut Anita Borg de 2012.

### Premis i honors
- Beca de recerca de la Fundació Alfred P. Sloan (1989)
- Membre del Institute for Advanced Study, Princeton, NJ (1994-95, 1997)
- Conferenciant convidada al Congrés Internacional de Matemàtics (1998)
- Membre de l'Associació nord-americana per a l'avanç de la ciència (2006)
- Sòcia de la Association for Computing Machinery (2010)
- Sòcia de la Societat Matemàtica Nord-americana (2012)[8]
- Premio Dones Visionàries de l'Institut Anita Borg (2012)[9]
- Premi John von Neumann de la Societat de Matemàtiques aplicades i Industrials (2015)
- Doctora Honorífica de la Universitat de Leiden (2016)[10]

## Vida personal
Chayes es va casar amb Christian Borgs el 1993, i anteriorment va estar casada amb Lincoln Chayes a qui va conèixer a Princeton. Ha tingut col·laboracions de gran èxit amb els seus dos marits; de les seues 94 publicacions al MathSciNet (des de febrer de 2014), en 51 hi apareix Christian Borgs com coautor i en 37 hi apareix Lincoln Chayes.